# Avebe (Mbalmayo)
Pour les articles homonymes, voir Avebe (homonymie).
Avebe est un village du Cameroun, situé dans la commune de Mbalmayo, le département du Nyong-et-So'o et la région du Centre.

## Population
En 1963, Avebe comptait 419 habitants, principalement des Bané. Lors du recensement de 2005, on y a dénombré 439 personnes.